# Gümüşhane Torul Gençlik ve Spor Kulübü 2014-2015
Questa voce raccoglie le informazioni riguardanti il Gümüşhane Torul Gençlik ve Spor Kulübü nelle competizioni ufficiali della stagione 2014-2015.

## Organigramma societario
Area direttiva
- Presidente: Özden Bostan

Area tecnica
- Allenatore: Ümit Terzi
- Scoutman: Ali Rıza Metin

## Rosa
| N° | Nome             | Ruolo | Data di nascita   | Nazionalità sportiva |
| -- | ---------------- | ----- | ----------------- | -------------------- |
| 1  | Aslan Ekşi       | P     | 14 maggio 1989    | Turchia              |
| 2  | Sercan Abanoz    | P     | 9 luglio 1986     | Turchia              |
| 3  | Aleksandar Minić | O     | 9 novembre 1986   | Montenegro           |
| 4  | Mladen Mladenov  | O     | 4 gennaio 1979    | Bulgaria             |
| 5  | Eyüphan Ertuğrul | L     | 1º ottobre 1994   | Turchia              |
| 6  | Mehmet Almaz     | C     | 1º gennaio 1984   | Turchia              |
| 7  | Sinan Bayram     | O     | 11 ottobre 1992   | Turchia              |
| 8  | Zlatan Jordanov  | S     | 2 marzo 1991      | Bulgaria             |
| 12 | Fırat Tek        | C     | 3 febbraio 1983   | Turchia              |
| 13 | Selim Yıldırım   | L     | 27 marzo 1986     | Turchia              |
| 13 | İnan Kurt        | L     | 28 gennaio 1988   | Turchia              |
| 14 | Fatih Barış      | S     | 12 maggio 1984    | Turchia              |
| 15 | Sefer Yeşilöz    | C     | 9 gennaio 1990    | Turchia              |
| 16 | Levent Kaplan    | S     | 13 settembre 1982 | Turchia              |
| 17 | Ali İçmeğiz      | C     | 11 maggio 1989    | Turchia              |
| 17 | Evandro de Souza | S     | 18 aprile 1988    | Brasile              |
| 18 | Kerem Acar       | S     | 14 giugno 1992    | Turchia              |

## Risultati

### Voleybol 1. Ligi

#### Regular season

##### Andata
| 1ª giornata - 19 ottobre 2014 Torul Spor Salonu ve Cim Saha, Gümüşhane   | Gümüşhane Torul      | 3 - 2 | İstanbul BB     | 25-19, 20-25, 25-20, 23-25, 16-14 |
| 2ª giornata - 26 ottobre 2014 Karataş Şahinbey Spor Salonu, Gaziantep    | Şahinbey             | 3 - 0 | Gümüşhane Torul | 25-23, 25-13, 25-19               |
| 3ª giornata - 29 ottobre 2014 Torul Spor Salonu ve Cim Saha, Gümüşhane   | Gümüşhane Torul      | 0 - 3 | Galatasaray     | 18-25, 18-25, 19-25               |
| 4ª giornata - 2 novembre 2014 Recep Tayyip Erdoğan Spor Salonu, Erzurum  | Palandöken           | 3 - 2 | Gümüşhane Torul | 21-25, 25-20, 23-25, 25-15, 15-12 |
| 5ª giornata - 8 novembre 2014 Torul Spor Salonu ve Cim Saha, Gümüşhane   | Gümüşhane Torul      | 0 - 3 | Arkas           | 30-32, 18-25, 19-25               |
| 6ª giornata - 16 novembre 2014 BJK Akatlar Arena, Istanbul               | Beşiktaş             | 3 - 0 | Gümüşhane Torul | 25-22, 25-18, 25-22               |
| 7ª giornata - 23 novembre 2014 İnegöl Kapalı Spor Salonu, İnegöl         | İnegöl               | 3 - 1 | Gümüşhane Torul | 23-25 25-14 25-22 25-20           |
| 8ª giornata - 30 novembre 2014 Torul Spor Salonu ve Cim Saha, Gümüşhane  | Gümüşhane Torul      | 0 - 3 | Halkbank        | 22-25, 18-25, 18-25               |
| 9ª giornata - 7 dicembre 2014 Burhan Felek Spor Salonu, Istanbul         | Fenerbahçe           | 3 - 1 | Gümüşhane Torul | 25-15, 25-22, 22-25, 25-17        |
| 10ª giornata - 14 dicembre 2014 Torul Spor Salonu ve Cim Saha, Gümüşhane | Gümüşhane Torul      | 0 - 3 | Ziraat Bankası  | 24-26, 20-25, 21-25               |
| 11ª giornata - 21 dicembre 2014 Başkent Voleybol Salonu, Ankara          | Maliye Milli Piyango | 3 - 1 | Gümüşhane Torul | 25-23, 25-27, 25-21, 25-16        |

##### Ritorno
| 12ª giornata - 10 gennaio 2015 Burhan Felek Spor Salonu, Istanbul        | İstanbul BB     | 3 - 0 | Gümüşhane Torul      | 25-22, 25-13, 25-22               |
| 13ª giornata - 17 gennaio 2015 Torul Spor Salonu ve Cim Saha, Gümüşhane  | Gümüşhane Torul | 3 - 2 | Şahinbey             | 28-30, 25-23, 17-25, 25-21, 18-16 |
| 14ª giornata - 24 gennaio 2015 Burhan Felek Spor Salonu, Istanbul        | Galatasaray     | 3 - 0 | Gümüşhane Torul      | 25-19, 25-16, 25-22               |
| 15ª giornata - 31 gennaio 2015 Torul Spor Salonu ve Cim Saha, Gümüşhane  | Gümüşhane Torul | 3 - 2 | Palandöken           | 25-21, 25-21, 21-25, 17-25, 17-15 |
| 16ª giornata - 7 febbraio 2015 İzmir Atatürk Spor Salonu, Smirne         | Arkas           | 3 - 0 | Gümüşhane Torul      | 25-13, 25-23, 25-20               |
| 17ª giornata - 14 febbraio 2015 Torul Spor Salonu ve Cim Saha, Gümüşhane | Gümüşhane Torul | 2 - 3 | Beşiktaş             | 23-25, 20-25, 25-22, 25-23, 12-15 |
| 18ª giornata - 21 febbraio 2015 Torul Spor Salonu ve Cim Saha, Gümüşhane | Gümüşhane Torul | 3 - 2 | İnegöl               | 18-25, 16-25, 25-17, 25-23, 20-18 |
| 19ª giornata - 28 febbraio 2015 Başkent Voleybol Salonu, Ankara          | Halkbank        | 3 - 1 | Gümüşhane Torul      | 26-28, 25-18, 25-16, 25-18        |
| 20ª giornata - 7 marzo 2015 Torul Spor Salonu ve Cim Saha, Gümüşhane     | Gümüşhane Torul | 1 - 3 | Fenerbahçe           | 17-25, 25-23, 15-25, 20-25        |
| 21ª giornata - 14 marzo 2015 Başkent Voleybol Salonu, Ankara             | Ziraat Bankası  | 3 - 0 | Gümüşhane Torul      | 25-23, 25-19, 25-16               |
| 22ª giornata - 21 marzo 2015 Torul Spor Salonu ve Cim Saha, Gümüşhane    | Gümüşhane Torul | 1 - 3 | Maliye Milli Piyango | 29-27, 20-25, 23-25, 15-25        |

#### Play-out
| 1ª giornata - 29 marzo 2015 Başkent Voleybol Salonu, Ankara | Şahinbey        | 3 - 1 | Gümüşhane Torul | 25-18, 22-25, 25-18, 25-23 |
| 2ª giornata - 30 marzo 2015 Başkent Voleybol Salonu, Ankara | Gümüşhane Torul | 1 - 3 | Palandöken      | 22-25, 19-25, 25-23, 14-25 |
| 3ª giornata - 31 marzo 2015 Başkent Voleybol Salonu, Ankara | İnegöl          | 3 - 0 | Gümüşhane Torul | 25-15, 25-16, 27-25        |
| 4ª giornata - 5 aprile 2015 Yakup Kılıç Spor Salonu, Elâzığ | Gümüşhane Torul | 0 - 3 | İnegöl          | 15-25, 20-25, 15-25        |
| 5ª giornata - 6 aprile 2015 Yakup Kılıç Spor Salonu, Elâzığ | Palandöken      | 3 - 0 | Gümüşhane Torul | 25-20, 25-21, 25-23        |
| 6ª giornata - 7 aprile 2015 Yakup Kılıç Spor Salonu, Elâzığ | Gümüşhane Torul | 1 - 3 | Şahinbey        | 20-25, 22-25, 25-22, 10-25 |

## Statistiche

### Statistiche di squadra
| Competizione     | Punti | In casa | In casa | In casa | In trasferta | In trasferta | In trasferta | Totale | Totale | Totale |
| Competizione     | Punti | G       | V       | P       | G            | V            | P            | G      | V      | P      |
| ---------------- | ----- | ------- | ------- | ------- | ------------ | ------------ | ------------ | ------ | ------ | ------ |
| Voleybol 1. Ligi | 10,3  | 11      | 4       | 7       | 11           | 0            | 11           | 28     | 4      | 24     |
| Totale           | -     | 11      | 4       | 7       | 11           | 0            | 11           | 28     | 4      | 24     |

G = partite giocate; V = partite vinte; P = partite perse

### Statistiche dei giocatori
| Giocatore   | Voleybol 1. Ligi | Voleybol 1. Ligi | Voleybol 1. Ligi | Voleybol 1. Ligi | Voleybol 1. Ligi | Totale | Totale | Totale | Totale | Totale |
| Giocatore   | P                | PT               | AV               | MV               | BV               | P      | PT     | AV     | MV     | BV     |
| ----------- | ---------------- | ---------------- | ---------------- | ---------------- | ---------------- | ------ | ------ | ------ | ------ | ------ |
| S. Abanoz   | 27               | 27               | 11               | 12               | 4                | 27     | 27     | 11     | 12     | 4      |
| K. Acar     | 23               | 218              | 198              | 15               | 5                | 23     | 218    | 198    | 15     | 5      |
| M. Almaz    | 25               | 199              | 134              | 49               | 16               | 25     | 199    | 134    | 49     | 16     |
| F. Barış    | 20               | 75               | 52               | 20               | 3                | 20     | 75     | 52     | 20     | 3      |
| S. Bayram   | 11               | 1                | 0                | 0                | 1                | 11     | 1      | 0      | 0      | 1      |
| E. de Souza | 15               | 136              | 119              | 5                | 12               | 15     | 136    | 119    | 5      | 12     |
| A. Ekşi     | 27               | 53               | 22               | 8                | 23               | 27     | 53     | 22     | 8      | 23     |
| E. Ertuğrul | 12               | 1                | 1                | 0                | 0                | 12     | 1      | 1      | 0      | 0      |
| A. İçmeğiz  | 8                | 47               | 34               | 6                | 7                | 8      | 47     | 34     | 6      | 7      |
| Z. Jordanov | 26               | 331              | 274              | 45               | 12               | 26     | 331    | 274    | 45     | 12     |
| L. Kaplan   | 26               | 171              | 158              | 8                | 5                | 26     | 171    | 158    | 8      | 5      |
| İ. Kurt     | 15               | 1                | 1                | 0                | 0                | 15     | 1      | 1      | 0      | 0      |
| A. Minić    | 6                | 42               | 38               | 2                | 2                | 6      | 42     | 38     | 2      | 2      |
| M. Mladenov | 1                | 5                | 5                | 0                | 0                | 1      | 5      | 5      | 0      | 0      |
| F. Tek      | 7                | 33               | 22               | 10               | 1                | 7      | 33     | 22     | 10     | 1      |
| S. Yeşilöz  | 15               | 110              | 74               | 27               | 9                | 15     | 110    | 74     | 27     | 9      |
| S. Yıldırım | 11               | 0                | 0                | 0                | 0                | 11     | 0      | 0      | 0      | 0      |

P = presenze; PT = punti totali; AV = attacchi vincenti; MV = muri vincenti; BV = battute vincenti